# (21522) Entwisle
(21522) Entwisle (1998 MX11) – planetoida z grupy pasa głównego asteroid okrążająca Słońce w ciągu 4,14 lat w średniej odległości 2,58 j.a. Odkryta 19 czerwca 1998 roku.